# 四氯氧化锇
四氯氧化锇是一种无机化合物，化学式为OsOCl4，为暗棕色潮解性晶体，遇水分解。

## 制备
四氯氧化锇可由锇在氯气和氧气的混合气氛中加热得到：
{\displaystyle {\mathsf {2\ Os+O_{2}+4Cl_{2}\ {\xrightarrow {400^{o}C}}\ 2\ OsOCl_{4}}}}
它也可由四氧化锇和三氯化硼反应得到：
{\displaystyle {\mathsf {OsO_{4}+2BCl_{3}\ {\xrightarrow {}}\ OsOCl_{4}+B_{2}O_{3}+Cl_{2}}}}

## 性质
四氯氧化锇是暗棕色晶体，属单斜晶系，空间群P21/c，晶胞参数a=0.9389 nm，b=0.5613 nm，c=1.1920 nm，β=109.944°，Z=4。